# جرم نظام شمسي صغير

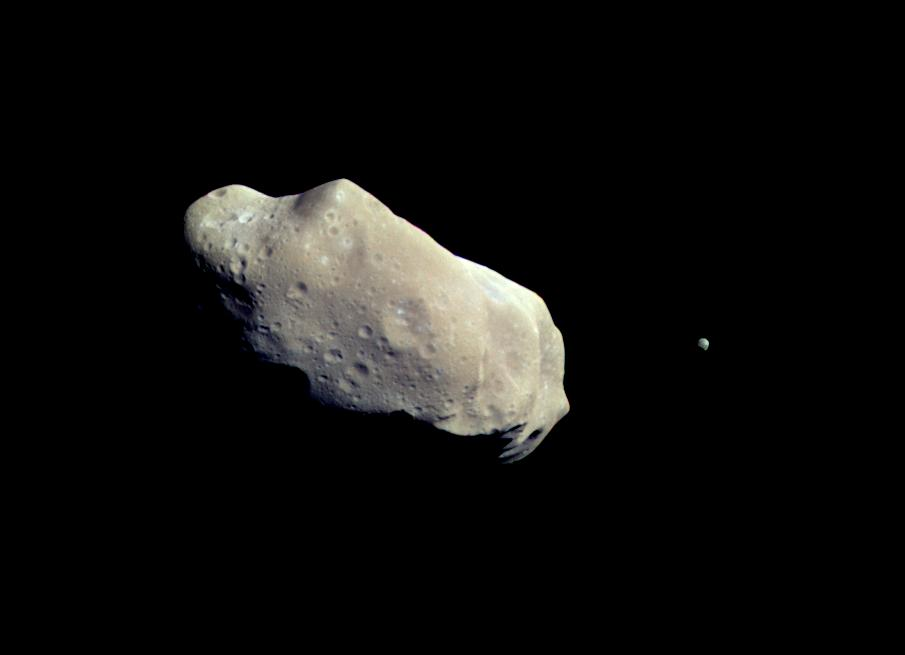
الكويكب 243 إدا، والذي أصبح يُصنف ضمن أجرام النظام الشمسي الصغيرة مثل كل الكويكبات الأخرى.

عرف الاتحاد الفلكي الدولي عام 2006 جرم النظام الشمسي الصغير بأنه أي جُرم يدور حول الشمس، حيث قيل التالي في الاجتماع العام للاتحاد الفلكي الدولي عام 2006 بعد تعريف كل من الكواكب والكواكب القزمة:
ومن ثم فباستثناء الكواكب والكواكب القزمة، أصبح اسم جميع الأجرام الأخرى في النظام الشمسي هو «أجرام النظام الشمسي الصغيرة»، والتي لا يدخل في تعريفها إلا أنها «أجرام تدور حول الشمس» (والتي تشمل جميع المذنبات والنيازك ومعظم الكوكيبات والأجرام القريبة من الأرض وأجرام ما وراء نبتون). والتوابع مستثناة من هذا التعريف كبقية التعريفات المذكورة سابقاً.
وهذه بعض أنواع أجرام النظام الشمسي الصغيرة وتعريفاتها:
- الكوكيبات: هي أجرام نظام شمسي صغيرة أصغر من الكواكب وأكبر من النيازك، والفرق بينها وبين المذنبات هو أن تلك تُظهر ذؤابة خلفها حين تقترب من الشمس في حين أن الكوكيبات لا.[2]
- المذنبات: هي أجرام نظام شمسي صغيرة تُظهر ذؤابة حين تقترب من الشمس.[3]
- النيازك: هي أجرام نظام شمسي صغيرة، وهي أجسام صلبة تتحرك في الوسط البين كوكبي أحجامها أكبر من الذرات وأصغر من الكويكبات.[4][5]

ودراسة هذه الأجرام هي هامة بشكل واضح لفهم ولادة وتطور النظام الشمسي، فهي تُمثل بقايا من المادة الكوكبية الأوليّة. إضافة إلى أنها تُشكل خطراً على الأرض حال اصطدمت بها، ولذلك فهناك عدة مشاريع لدراسة أجرام النظام الشمسي الصغيرة القريبة من الأرض، والتي تُسمى إجمالاً «الأجرام القريبة من الأرض» (near earth objects - NEO).